# Filchnerella
Filchnerella is een geslacht van rechtvleugeligen uit de familie Pamphagidae. De wetenschappelijke naam van dit geslacht is voor het eerst geldig gepubliceerd in 1908 door Karny.

## Soorten
Het geslacht Filchnerella omvat de volgende soorten:
- Filchnerella amplivertica Li, Zhang & Yin, 2009
- Filchnerella beicki Ramme, 1931
- Filchnerella brachyptera Zheng, 1992
- Filchnerella dingxiensis Zhang, Xiao & Zhi, 2011
- Filchnerella gansuensis Xi & Zheng, 1985
- Filchnerella helanshanensis Zheng, 1992
- Filchnerella kukunoris Bey-Bienko, 1948
- Filchnerella lanchowensis Zheng & Gow, 1981
- Filchnerella micropenna Zheng & Xi, 1985
- Filchnerella nigritibia Zheng, 1992
- Filchnerella pamphagoides Karny, 1908
- Filchnerella qilianshanensis Xi & Zheng, 1984
- Filchnerella rubrimargina Zheng, 1992
- Filchnerella rufitibia Yin, 1984
- Filchnerella sunanensis Liu, 1982
- Filchnerella tenggerensis Zheng & Fu, 1989
- Filchnerella tientsuensis Chang, Wang & Kan, 1978
- Filchnerella yongdengensis Xi & Zheng, 1984
- Filchnerella zhengi Huo, 1994